# بینایی‌شناسی
بینایی‌شناسی یا علم بینایی (به انگلیسی: Vision science) مطالعه علمی ادراک بینایی است. پژوهشگران علوم بینایی را می‌توان بینایی‌شناس یا دانشمند بینایی نامید، به‌ویژه اگر پژوهش‌های آنها برخی از رشته‌های علمی را دربر گیرد.
بینایی‌شناسی شامل همهٔ مطالعات بینایی می‌شود، مانند اینکه چگونه جانداران انسانی و غیرانسانی اطلاعات بینایی را پردازش می‌کنند، چگونه ادراک بصری آگاهانه در انسان کار می‌کند، چگونه از ادراک بصری برای ارتباط مؤثر استفاده شود، و چگونه سیستم‌های مصنوعی می‌توانند وظایف مشابه را انجام دهند. علم بینایی با رشته‌هایی مانند چشم‌پزشکی و بینایی‌سنجی، عصب‌شناسی، روان‌شناسی (به‌ویژه روان‌شناسی حس و ادراک، روان‌شناسی شناختی ، زبان‌شناسی، زیست‌روان‌شناسی، روان‌فیزیک، و عصب‌شناسی)، فیزیک (نورشناسی، و علوم رایانه) (به‌ویژه بینایی کامپیوتر، هوش مصنوعی و گرافیک کامپیوتری)، و همچنین دیگر زمینه‌های مرتبط با مهندسی مانند تجسم داده‌ها، طراحی رابط کاربری، و عوامل انسانی و ارگونومی همپوشانی دارد یا شامل می‌شود.